# Kim tự tháp Layer
Kim tự tháp Layer, hay Kim tự tháp một tầng (tiếng Ả Rập: el haram el midawwar, nghĩa là "Kim tự tháp đổ nát"), là một kim tự tháp bậc thang đã bị sụp đổ nằm trong khu nghĩa trang Zawyet el'Aryan. Cấu trúc của kim tự tháp này lại rất giống với Kim tự tháp bị chôn lấp của pharaon Sekhemkhet thuộc Vương triều thứ 3. Vì thế, người ta tin rằng, kim tự tháp Layer được xây vào thời kỳ này.
Chủ nhân của kim tự tháp này có thể là pharaon Khaba do rất nhiều những cái chậu đá được tìm thấy tại ngôi mộ mastaba gần đó (ký hiệu Z500) có mang tên Horus của nhà vua. Điều này cũng có thể chứng tỏ rằng, Khaba là chủ sở hữu của kim tự tháp này, và được táng trong ngôi mộ Z500 đó.

## Lịch sử khảo cổ

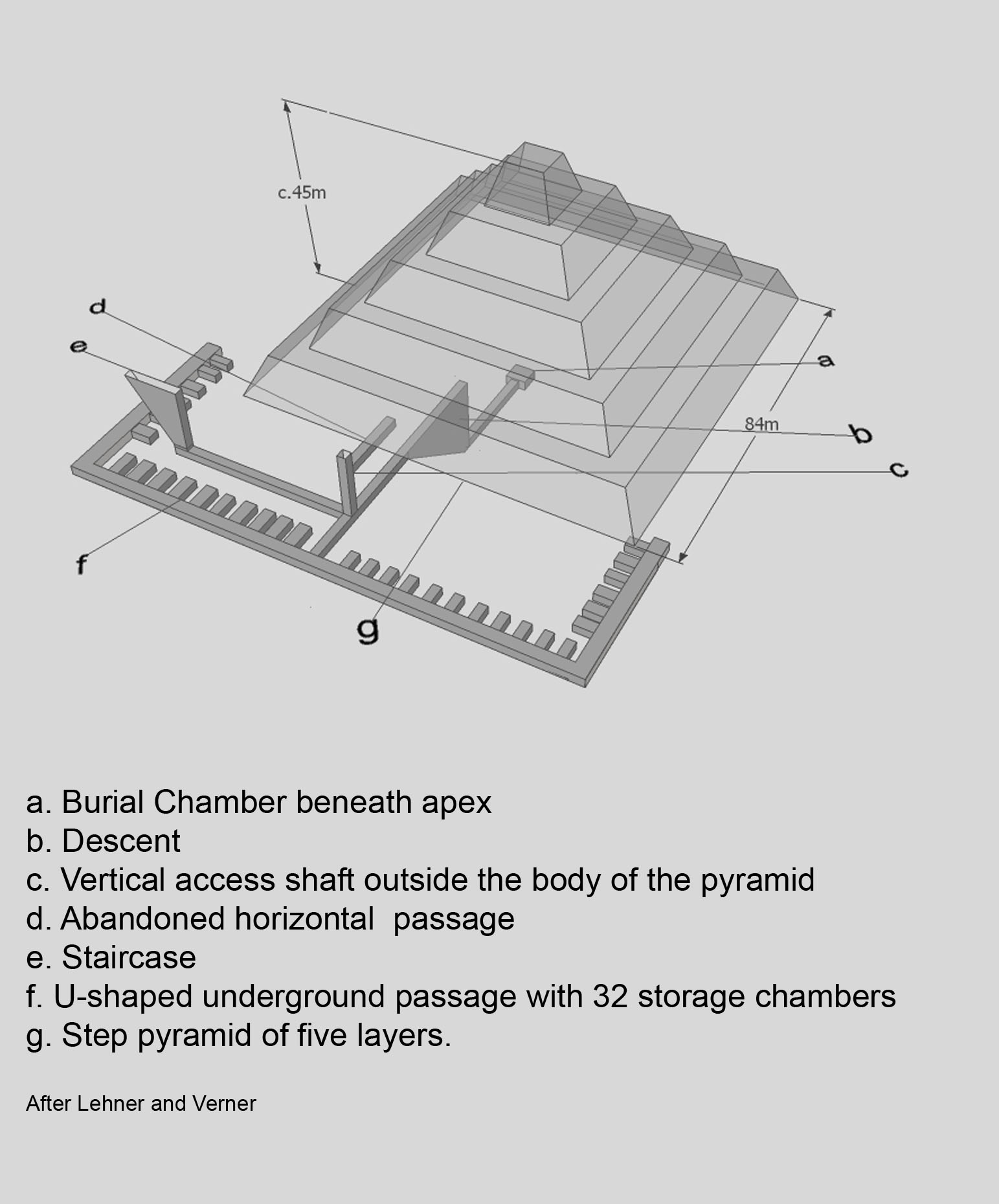
Sơ đồ kim tự tháp Layer và cấu trúc ngầm

Zawyet el'Aryan nằm cách khoảng 7 km về phía bắc Saqqara. Nơi đây chỉ có 2 kim tự tháp chưa được hoàn thành: Kim tự tháp Layer và Kim tự tháp Bắc Zawyet el'Aryan cùng một số ngôi mộ mastaba.
Kim tự tháp Layer và khu phức hợp được khám phá lần đầu tiên bởi John Shae Perring vào năm 1839, người đã mô tả rất ít về nơi này. Năm 1848, kim tự tháp đã được Karl Richard Lepsius đánh số XIV trong danh sách các kim tự tháp của ông. Sau đó, nó lần lượt được khảo sát bởi Gaston Maspero (1886) và Jacques de Morgan (1896). Lối vào kim tự tháp được tìm thấy bởi Morgan. Ông đã chọn khai quật nơi này, nhưng đã dừng lại sau khi dọn sạch vài nấc thang đầu tiên.
Không có cuộc nghiên cứu thực sự nào diễn ra mãi cho đến năm 1900, kiến trúc sư - nhà Ai Cập học người Ý Alessandro Barsanti đã quan tâm đến kiến trúc nơi này. Ông cũng đã cho khai quật kim tự tháp của Unas gần đó. Barsanti nhận thấy rằng, hành lang và các căn phòng dường như chưa được hoàn thiện và không có bất kỳ một món đồ tạo tác nào, nên có lẽ kim tự tháp Layer chưa bao giờ được sử dụng cho việc chôn cất.
Khoảng năm 1910 - 1911, George Andrew Reisner và Clarence Stanley Fisher đã tiến hành nghiên cứu 2 mặt đông - bắc của kim tự tháp và những ngôi mộ xung quanh. Tuy nhiên, cả ba người, Barsanti, Reisner và Fisher không thể hoàn thành được dự án của họ vì những bất đồng, mâu thuẫn giữa các báo cáo.
Vào năm 1970, khu vực xung quanh kim tự tháp đã trở thành một khu quân sự, đã ngăn chặn tất cả những sự xâm nhập từ bên ngoài, và vì thế việc khai quật đã chìm vào quên lãng.

## Phức hợp

Mặt cắt cấu trúc kim tự tháp Layer

Những cấu trúc bên trong phức hợp chưa bao giờ được nghiên cứu một cách chính thức. Phía đông của kim tự tháp là phần còn lại của một bức tường gạch, có lẽ là vị trí của ngôi đền tang lễ, nhưng chỉ là phỏng đoán bởi vì ta không thể xác định được gì từ đống đổ nát vào thời điểm này. Xa hơn về phía đông, ngay rìa sa mạc có một cấu trúc được xây dựng, có lẽ là đền thung lũng của phức hợp.

Dựa trên kích thước của kim tự tháp Djoser, Jean-Philippe Lauer ước tính, kim tự tháp Layer ban đầu có 5 tầng và có thể đạt tới chiều cao 42 - 45 mét, độ dài các cạnh là 84 mét và dốc 68°. Nhưng ngày nay, chỉ còn lại 2 tầng với chiều cao đo được là 17 mét. Lợi dụng một mỏm đá tự nhiên, các thợ xây đã dùng nó làm lõi của kim tự tháp.

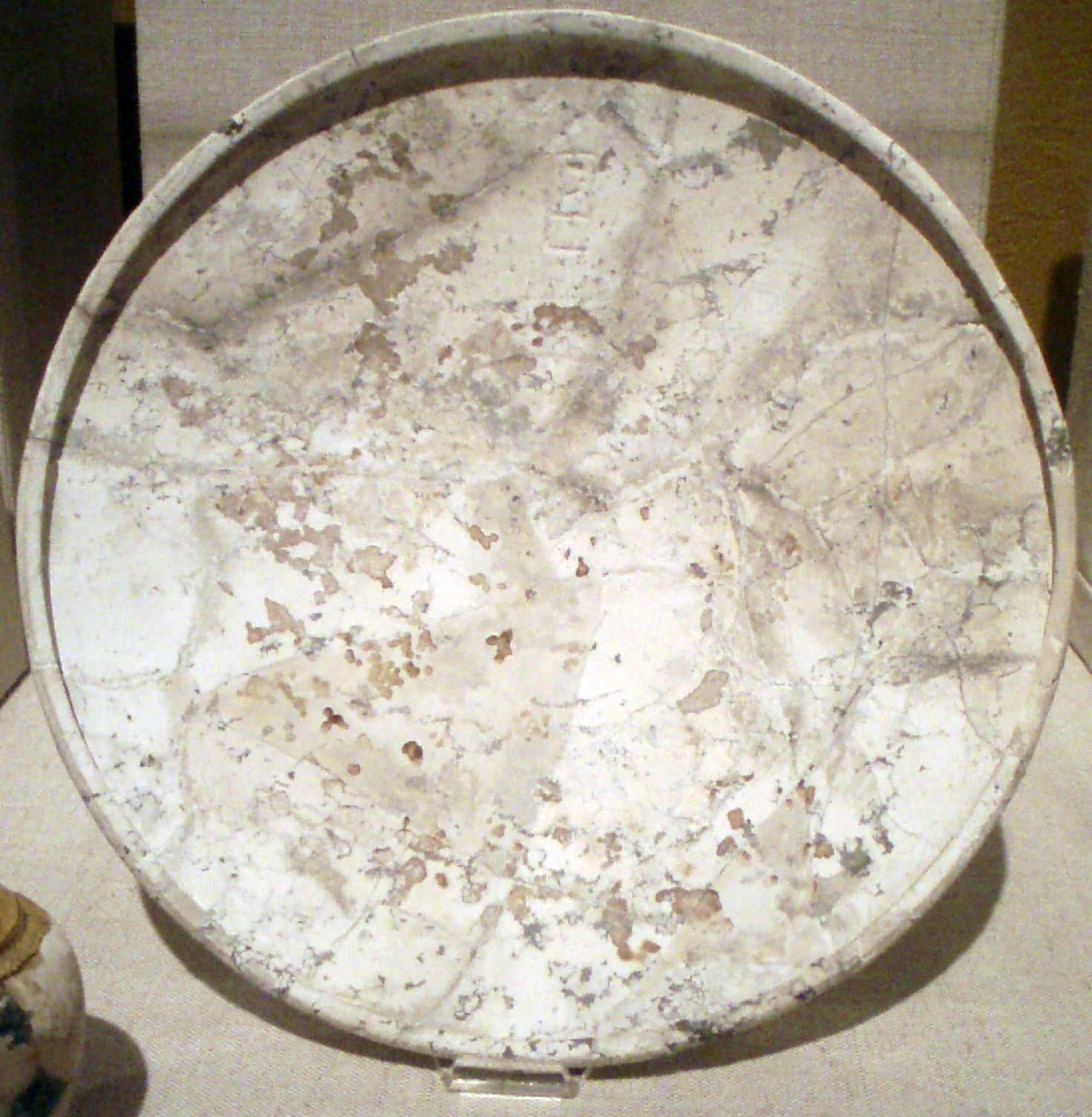
Cái tô bằng đá có mang tên Horus

Các tầng của kim tự tháp được kết dính bằng lớp vữa đất sét dày. Nhiều gạch bùn được tìm thấy bên dưới chân kim tự tháp. Điều này khiến Reisner tin rằng, kim tự tháp Layer được phủ bằng gạch bùn, chứ không phải là đá vôi như những kim tự tháp khác. Tuy nhiên, các nhà Ai Cập học hiện đại lại không đồng ý với giả thuyết của ông. Họ nghĩ rằng, chúng được sử dụng để làm các con dốc, vốn không được tháo dỡ sau khi kim tự tháp được hoàn chỉnh.
Kim tự tháp Layer đã hoàn thành hay chưa, tới nay vẫn là một cuộc tranh cãi giữa các chuyên gia. Rainer Stadelmann tin rằng kim tự tháp đã thực sự hoàn thành, nhưng những người khác, chẳng hạn như Miroslav Verner lại cho rằng kim tự tháp đã bị bỏ hoang vì cái chết đột ngột của nhà vua. Vả lại, lớp phủ của kim tự tháp Layer không được tìm thấy càng chứng minh cho sự chưa hoàn thành của nó.
Lối vào nằm ở góc đông bắc khu phức hợp, nó chạy về phía tây và sau đó hướng ra 2 phía nam - bắc. Con đường phía bắc nối với một hành lang chữ U và có ít nhất 32 phòng phụ tại đó. Con đường phía nam dẫn xuống một hành lang nối thẳng tới phòng mộ chính. Hành lang này hẹp tới mức một cái quan tài cũng không thể nào lọt qua. Và đúng như vậy, căn phòng chôn cất hoàn toàn trống rỗng, không có một cỗ quan tài nào cả.

## Ngôi mộ Z500
Cách 200 m về phía bắc kim tự tháp Layer là một ngôi mộ mastaba khá lớn, được ký hiệu là Z500. Tại đây, các nhà khảo cổ đã tìm được tám cái chậu đá cẩm thạch có mang khung tên Horus của vua Khaba. Reisner và Fisher do đó kết luận rằng, ngôi mộ này là nơi chôn cất của ông và ông cũng chính là chủ nhân của kim tự tháp Layer. Ý kiến này được số đông các nhà nghiên cứu chấp thuận.